# Conus hughmorrisoni
Espèce
Conus hughmorrisoni est une espèce de mollusques gastéropodes marins de la famille des Conidae.
Comme toutes les espèces du genre Conus, ces escargots sont prédateurs et venimeux. Ils sont capables de « piquer » les humains et doivent donc être manipulés avec précaution, voire pas du tout.

## Description
La taille de la coquille varie entre 10 mm et 21 mm.

## Distribution
Cette espèce marine est présente au large de la Nouvelle-Irlande, de la Papouasie-Nouvelle-Guinée.

## Taxonomie

### Publication originale
L'espèce Conus hughmorrisoni a été décrite pour la première fois en 2015 par les malacologistes Felix Lorenz et Nicolas Puillandre dans la publication intitulée « European Journal of Taxonomy »,.

### Synonymes
- Conus (Splinoconus) hughmorrisoni Lorenz & Puillandre, 2015 · appellation alternative